# 모히 전투
모히 전투는 1241년 4월 11일 헝가리 무히(Muhi, 모히)에서 일어난 헝가리 왕국과 몽골 제국 간의 전투이다.

## 전투의 전개 과정
1241년 4월 9일에 일어난 레그니차 전투에서 폴란드 군대를 물리친 몽골 제국 군대는 카르파티아산맥, 도나우강을 건너면서 헝가리 원정에 나섰다. 이 소식을 접한 헝가리의 벨러 4세 국왕은 군대를 소집하면서 출격에 나섰다.
헝가리를 침공한 몽골 제국 군대는 바투 칸이 이끄는 부대, 수부타이가 이끄는 부대로 나뉘었다. 바투 칸이 이끄는 부대는 도나우 강을 건너면서 헝가리 군대와 조우하게 된다. 헝가리 군대에 비해 수적 열세에 처해 있던 바투 칸의 부대는 철수를 시작했고 헝가리 군대는 셔요강의 남서쪽에 위치한 무히 평원으로 진입하게 된다. 수부타이가 이끄는 부대는 셔요강에 위치한 돌다리를 건넌 뒤부터 남쪽으로 진격했다.
헝가리의 벨러 4세 국왕은 무히 평원에 도착하자마자 몽골 제국 군대의 전위 부대를 격파했고 셔요강의 돌다리를 탈환하면서 교두보를 획득했다. 벨러 4세 국왕은 셔요강의 주력 부대와 함께 방어망을 구축했다. 헝가리 군대는 바투 칸이 이끄는 몽골 제국 군대에 비해 수적 우위를 점하고 있다는 점에서 안도했다. 그렇지만 바투 칸은 이를 놓치지 않고 아침에 투석기 7대를 전선에 투입시켰고 셔요강 동안에 있던 헝가리 군대의 교두보를 집중 공격했다.
몽골 제국의 기마대가 "귀가 찢어지는 듯한 폭음과 섬광"을 동반한 사격과 함께 돌격하면서 헝가리 군대는 후퇴를 시작했고 바투 칸은 돌다리를 탈환하게 된다. 몽골 제국 군대가 셔요강을 건넌 이후에 벨러 4세 국왕은 셔요강을 방어하기 위해 주력 부대를 투입시켰다.
헝가리군의 기마대는 몇 차례에 걸친 돌격을 거듭했는데 몽골 제국 군대는 투석기, 활, 화살을 동원하면서 헝가리 군대를 격퇴했다. 이 과정에서 수부타이가 이끄는 별동대가 전쟁터에 도착하면서 헝가리 군대를 완전히 포위하게 된다.
무히 평원은 군대를 움직이기에 너무 좁은 곳이었기 때문에 헝가리 군대는 몽골 제국의 계속된 공격으로 인해 궤멸적인 타격을 입게 된다. 수부타이는 의도적으로 헝가리 군대가 도망칠 수 있는 공간을 만들었다. 헝가리 군대 가운데 일부는 무장 해제에 나서면서 포위망을 탈출했지만 몽골 제국의 경기병들의 공격을 받게 된다.
헝가리의 벨러 4세 국왕은 몽골 제국 군대의 추격에서 벗어나면서 달마티아로 피신했지만 헝가리 군대는 거의 궤멸 수준에 달했다. 또한 헝가리는 몽골 제국의 점령 상태에 놓이게 된다.

## 사진

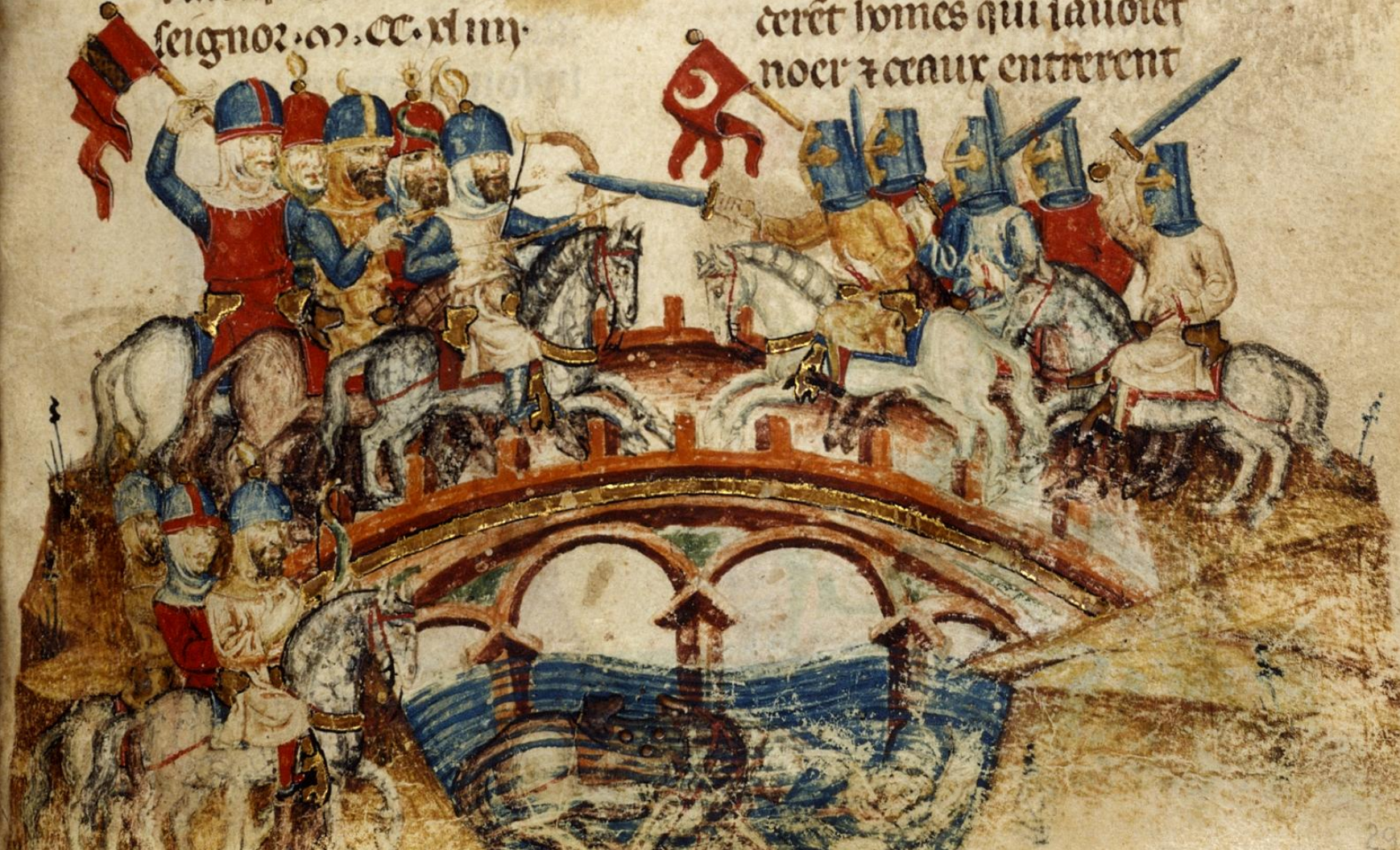
모히 전투를 묘사한 그림